# Radio 5 (Espagne)
Pour les articles homonymes, voir Radio 5.
Radio 5 (dite aussi « Radio 5 Todo Noticias » et « Radio 5 Información ») est une station de radio publique espagnole appartenant au groupe Radio Nacional de España. Lancée en 1994, cette station de format « information en continu » traite de l'actualité régionale (décrochages quotidiens dans les différentes communautés autonomes et provinces du pays), nationale et internationale. Sa grille des programmes est constituée de bulletins d'information en 5 minutes toute la demi-heure, les titres à :15' et :45' suivis par la météo et le trafic, de chroniques thématiques, informations boursières, de résultats sportifs, d'émissions politiques et de débats. 
Radio 5 émet en modulation de fréquence (FM) et en modulation d'amplitude (AM) sur l'ensemble du territoire espagnol, et peut également être reçue à Gibraltar, dans le nord de l'Algérie et du Maroc, en Andorre, dans une partie du Portugal et dans le sud-ouest de la France. Elle est par ailleurs diffusée par satellite en Europe et en Amérique (Astra 1, Hispasat) ainsi que sur internet via le site de Radio Nacional de España.

## Identité visuelle

### Logos
| 1994 - 2008 | 1994 - 2008 | 2008 - Actuel |
| ----------- | ----------- | ------------- |

## Diffusion

### Liste des fréquences
La station est diffusée en ondes moyennes, en ondes longues et en FM à travers toute l'Espagne, ainsi que dans les enclaves de Ceuta et Melilla:
- Grenade : 98.5
- Malaga : 92.5
- Oviedo : 99.6
- Ibiza : 94.9
- Burgos : 106.6
- Valladolid : 95.1
- Tolède : 99.9
- Barcelone : 99.0
- Madrid : 90.3
- León: 102.2